# Живојин Николић Брка
Живојин Николић Брка (Стол, код Бабушнице, 19. јануар 1911 – Београд, 23. фебруар 1990), учесник Народноослободилачке борбе, генерал-мајор ЈНА, друштвено-политички радник СР Србије и народни херој Југославије.

## Биографија
Рођен је 19. јануара 1911. године у селу Стол, код Бабушнице. Потиче из многочлане земљорадничке породице, која се 1914. године у потрази за бољим животом преселила у Куманово. Основну школу и гимназију је похађао у Куманову. Због лоших материјалних прилика, прекинуо је школовање и запослио се као службеник у општини Орашац, код Куманова. После одслужења војног рока, 1934. године ступио је у службу финансијске контроле, и до 1941. године, службовао најпре у Крешеву, код Сарајева, а потом у Лесковцу.
У Крешеву се повезао с револуционарним радничким покретом 1939. године, због чега је био и ухапшен. После окупације Краљевине Југославије, 1941. године, укључио се у Народноослободилачки покрет (НОП) и учествовао у припремама оружаног устанка. Пошто је као службеник радио у Грделици, одржавао је везе са Лесковачким партизанским одредом и преносио им потребне информације, до којих је успео да дође. Због свог илегалног рада, ухапсили су га четници Косте Пећанца, новембра 1941. године, али је почетком децембра успео да побегне и ступи у Бабички партизански одред.
У Бабичком одреду се брзо показао као храбар борац. Посебно се истакао у борби на Биљаници, приликом заузимања и рушења моста преко Јужне Мораве, због чега је 4. фебруара 1942. године био похваљен писменом наредбом Штаба Бабичког партизанског одреда. Марта 1942. године је са делом Бабичког одреда, прешао на терен Црне Траве и Лужнице. После неколико успешних акција, почетком јуна 1942. године био је постављен за команданта новог Бабичког партизанског одреда у Црној Трави, а у току јула примљен у чланство Комунистичке партије Југославије (КПЈ). У јесен 1942. године, у време најтежег периода за Народноослободилачку борбу у Србији, организује Врањски партизански одред „Сима Погачаревић“, с којим октобра 1942. године продире на Скопску Црну Гору, због повезивања с македонским Скопским партизански одредом. Тада преузима команду у оперативном Штабу за Врањски и Косовски партизански одред „Зејнел Ајдини“.
Успешно је организовао напад на рудник Лојане, у непосредној близини Куманова, који је имао велики одјек у овом крају. После повратка са Скопске Црне Горе, децембра 1942. године, као командант обједињених снага Врањског и Бабичког партизанског одреда руководи нападима на Момин камен, Црну Траву и др, када почиње стварање слободне територије у околини Црне Траве и Лужнице. Вештим маневром, спречио је непријатеља да опколи и уништи Одред фебруара 1943. године у Црној Трави. Приликом реорганизације партизанских снага, почетком марта 1943. и формирања Другог јужноморавског партизанског одреда, постао је командант Трећег батаљона. Тада је учествовао у нападу на Црну Траву, где је био рањен.
У току офанзиве окупаторско-квинслишких снага на Други јужноморавски одред, априла 1943. године, после погигбије команданта Одреда Ратка Павловића Ћићка, преузео је привремену команду над Одредом и успешно га извукао из обруча. У јуну 1943. године организовао је нападе на Трговиште, Дерман, Прохор Пчињски и др, где је створена нова слободна територија. Августа 1943. године постаје командант Другог јужноморавског партизаснког одреда, с којим у јесен 1943. постиже значајне успехе и разбија покушаје бугарских окупационих снага да поново окупирају слободну територију. Крајем 1943. и почетком 1944. године Одред је под његовом командом, разбио покушај надмоћних снага бугарских трупа да концентричним нападом униште Одред.
Почетком марта 1944. године постао је командант Шесте јужноморавске, односно Осме српске бригаде, а у току мајске непријатељске офанзиве и командант 22. српске дивизије. Током јуна 1944. године командовао је нападом 22. дивизије на Лесковац, а затим и на Грделицу. Офанзивним дејствима у Заплању и Бабичкој гори, 22. дивизија је допринела слабљењу удара окупатора по дивизијама НОВЈ у рејону Топлице, Пусте Реке и Поречја у јулу 1944. године. Са 22. дивизијом извршио је рушење мостова 26. августа 1944. године, чиме је онемогућено повлачење немачке групе армија „Е“ из Грчке овим правцем према Београду. Потом је руководио 22. дивизијом у операцијама за ослобођење Србије, а касније је био заменик команданта Тринаестог српског корпуса.
У току НОР-а био је биран за члана Антифашистичког већа народног ослобођења Југославије (АВНОЈ), Антифашистичке скупштине народног ослобођења Србије (АСНОС) и Привремене народне скупштине ДФЈ. Био је и члан Председништва АВНОС-а, од 1944. до 1946. године.
После ослобођења Југославије, наставио је професионалну војну каријеру у Југословенској армији. Налазио се на дужностима команданта Нишке војне области, команданта Интенданске официрске школе, команданта позадине армије, начелника Штаба корпуса, команданта дивизије и др. Завршио је Вишу војну академију ЈНА 1950. године, а пензионисан је, по личној молби, 1961. године, у чину генерал-мајора.
У периоду од 1945. до 1959. године био је биран за посланика Народне скупштине ФНРЈ, а у периоду од 1946. до 1950. године за посланика Народне скупштине НР Србије. Године 1967. је изабран за посланика Организационо-политичког већа Скупштине СР Србије.
Написао је две монографије о Народноослободилачкој борби – Двадесетдруга дивизија, 1972. и Јужна Србија у НОР-у и револуцији 1941-1945. године, 1979. године.
Умро је 23. фебруара 1990. у Београду и сахрањен је у Алеји народних хероја на Новом гробљу.
Носилац је Партизанске споменице 1941. и других југословенских одликовања, међу којима су – Орден ратне заставе и Орден заслуга за народ са златном звездом. Орденом народног хероја је одликован 6. јула 1953. године.